# Härjedalen
Härjedalen è una provincia storica (landskap) della Svezia centro-occidentale, e anticamente della Norvegia. Confina con le province di Dalarna, Hälsingland, Medelpad e Jämtland e, ad ovest, con lo Stato della Norvegia.
La provincia storica coincide in gran parte con la municipalità di Härjedalen ed è inclusa, a livello amministrativo, nella contea di Jämtland.